# Harrsicklingstjärnen
Harrsicklingstjärnen är en sjö i Härjedalens kommun i Härjedalen och ingår i Ljusnans huvudavrinningsområde. Sjön har en area på 0,236 kvadratkilometer och ligger 750,3 meter över havet. Sjön avvattnas av vattendraget Skomstjärnån.

## Delavrinningsområde
Harrsicklingstjärnen ingår i det delavrinningsområde (691797-133653) som SMHI kallar för Utloppet av Harrsicklingstjärnen. Medelhöjden är 763 meter över havet och ytan är 1,12 kvadratkilometer. Räknas de 13 avrinningsområdena uppströms in blir den ackumulerade arean 52,99 kvadratkilometer. Skomstjärnån som avvattnar avrinningsområdet har biflödesordning 3, vilket innebär att vattnet flödar genom totalt 3 vattendrag innan det når havet efter 389 kilometer. Avrinningsområdet består mestadels av skog (74 procent). Avrinningsområdet har 0,24 kvadratkilometer vattenytor vilket ger det en sjöprocent på 22,1 procent.